# Pseudeuchaeta flexuosa
Pseudeuchaeta flexuosa är en kräftdjursart som beskrevs av Edward Bradford 1969. Pseudeuchaeta flexuosa ingår i släktet Pseudeuchaeta och familjen Aetideidae. Inga underarter finns listade i Catalogue of Life.